# 2022年太平洋颶風季
2022年太平洋颶風季是每年一度全球熱帶氣旋產生週期的一部分。東太平洋颶風季從2022年5月15日開始；而中太平洋颶風季從2022年6月開始。本條目的範圍僅侷限於赤道以北及國際換日線以東的太平洋，於赤道以北及國際換日線以西的太平洋水域產生的風暴則被稱為颱風，並被列入2022年太平洋颱風季。在東、中太平洋產生的熱帶風暴分別是由美國國家颶風中心（英語：NHC）及中太平洋颶風中心（英語：CPHC）命名，國際編號分別為xxE或xxC。更多關於東、中太平洋的颶風，請參見太平洋颶風季。
2022年太平洋颶風季第一個氣旋是生成於2022年5月28日的颶風阿加莎。以下各熱帶氣旋資訊以熱帶氣旋存在期間的最強形態為準。

## 已被國際命名的熱帶氣旋

### 颶風阿加莎（Agatha）
5月22日，美國國家颶風中心開始監控位於墨西哥西南岸的一個低壓區。5月26日早上6時，系統在特萬特佩克灣以南開始組織。隨著深層對流逐漸增長，國家颶風中心估計系統在5月28日早上3時組織成第一E號熱帶低氣壓。早上9時，系統達到熱帶風暴強度，國家颶風中心將其命名為「阿加莎」（Agatha）。
阿加莎在獲命名後繼續穩步增強，其帶狀特徵越來越明顯。在微波影象顯示出阿加莎的對流組織漸趨改善，繼續鞏固低層環流中心，並發展成中心密集雲團。國家颶風中心評估阿加莎在5月29日中午12時達到薩菲爾-辛普森颶風等級下的一級颶風標準。此時阿加莎所在海域海面溫度約為30°C，加上垂直風切少，驅使阿加莎迅速增強。29日晚上9時增強為二級颶風，颶風獵人觀測到最大持續風速達到110英里/小時（175公里/小時），最低氣壓為964毫巴（28.37 英寸汞柱）。
阿加莎的快速增強在5月30日轉趨減慢，且開始轉向東北移動。從衛星雲圖上，阿加莎開始發展出眼狀特徵，眼壁也變得越來越完整和紮實，並且有深層對流圍繞著中心。阿加莎於30日晚上9時在瓦哈卡州安赫爾港附近登陸，最大持續風速達到每小時165公里。風暴在登陸後繼續採取東北路徑移入內陸，受到地形摩擦影響，中心密集雲團開始瓦解，強度快速回落，在5月31日午夜12時減弱為1級颶風，3小時後減弱為熱帶風暴，並在當日中午12時減弱為熱帶低氣壓。不久，阿加莎減弱為殘餘低壓，其低層環流當日在墨西哥南部山區消散。

### 颶風布拉斯（Blas）
6月11日，一個低壓在特萬特佩克灣西南方形成，美國海軍研究實驗室給予擾動編號92E。
6月14日下午3時，國家颶風中心將其升格為熱帶低氣壓，給予熱帶氣旋編號02E。晚間9時，國家颶風中心將其升格為熱帶風暴，並命名為布拉斯（Blas）。晚間11時，國家颶風中心將其升格為一級颶風。
6月18日上午9時，國家颶風中心將其降格為熱帶風暴。
6月21日下午3時，國家颶風中心將其降格為熱帶低氣壓。

### 熱帶風暴西莉亞（Celia）
6月14日，一個低壓在中南美洲海岸附近形成，美國海軍研究實驗室給予擾動編號93E。
6月17日凌晨3時，國家颶風中心將其升格為熱帶低氣壓，給予熱帶氣旋編號03E。晚間9時，國家颶風中心將其升格為熱帶風暴，並命名為西莉亞（Celia）。
6月18日凌晨3時，國家颶風中心將其降格為熱帶低氣壓。
6月21日晚間9時，國家颶風中心將其再度升格為熱帶風暴。
6月28日晚間9時，國家颶風中心將其再度降格為熱帶低氣壓。

### 颶風邦妮（Bonnie）
7月2日晚間8時，國家颶風中心判定原位於北大西洋的熱帶風暴邦妮（Bonnie）已經進入東太平洋，並重新編號為04E。
7月4日上午9時，國家颶風中心將其升格為一級颶風。
7月5日凌晨3時，國家颶風中心將其升格為二級颶風。晚間8時，國家颶風中心將其升格為三級颶風。
7月6日上午9時，國家颶風中心將其降格為二級颶風。
7月7日晚間9時，國家颶風中心將其降格為一級颶風。
7月9日凌晨3時，國家颶風中心將其降格為熱帶風暴。

### 颶風達比（Darby）
7月8日，一個低壓在墨西哥海岸以南形成，美國海軍研究實驗室給予擾動編號95E。
7月10日凌晨4時，系統發展出雲捲風眼，凌晨4時半，國家颶風中心將其升格為熱帶低氣壓，給予熱帶氣旋編號05E。半小時後，國家颶風中心將其升格為熱帶風暴，並命名為達比（Darby）。
7月11日上午11時，國家颶風中心將其升格為一級颶風。下午6時，國家颶風中心將其升格為二級颶風。晚間9時，國家颶風中心將其升格為三級颶風。
7月12日凌晨3時，國家颶風中心將其升格為四級颶風。晚間9時，國家颶風中心將其降格為三級颶風。
7月13日上午9時，國家颶風中心將其降格為二級颶風。
7月14日上午9時，國家颶風中心將其再度升格為三級颶風。下午3時，國家颶風中心將其再度降格為二級颶風。晚間9時，國家颶風中心認為達比已進入中北太平洋，交由中太平洋颶風中心對此颶風發報。
7月15日晚間9時，中太平洋颶風中心將其降格為熱帶風暴。
7月17日上午9時，中太平洋颶風中心表示達比減弱為殘餘低氣壓。

### 颶風埃斯特爾（Estelle）
7月14日，一個低壓在特萬特佩克灣以南形成，美國海軍研究實驗室給予擾動編號96E。
7月15日晚間11時，國家颶風中心將其升格為熱帶低氣壓，給予熱帶氣旋編號06E。
7月16日上午9時，國家颶風中心將其升格為熱帶風暴，並命名為埃斯特爾（Estelle）。
7月17日上午9時，國家颶風中心將其升格為一級颶風。
7月19日下午3時，國家颶風中心將其降格為熱帶風暴。
7月21日晚間9時，國家颶風中心將其降格為熱帶低氣壓。
7月22日凌晨3時，國家颶風中心將其降格為殘餘低氣壓。

### 颶風弗蘭克（Frank）
7月25日，一個低壓在墨西哥東南部海岸以南形成，美國海軍研究實驗室給予擾動編號97E。
7月26日下午3時，國家颶風中心將其升格為熱帶低氣壓，給予熱帶氣旋編號07E。晚間9時，國家颶風中心將其升格為熱帶風暴，並命名為弗蘭克（Frank）。
7月30日上午8時，國家颶風中心將其升格為一級颶風。
8月1日下午3時，國家颶風中心將其降格為熱帶風暴。
8月3日凌晨3時，國家颶風中心將其降格為後熱帶氣旋。

### 熱帶風暴喬傑特（Georgette）
7月26日，一個低壓在下加利福尼亞半島南端以南形成，美國海軍研究實驗室給予擾動編號98E。
7月27日晚間11時，國家颶風中心將其升格為熱帶低氣壓，給予熱帶氣旋編號08E。
7月28日凌晨3時，國家颶風中心將其升格為熱帶風暴，並命名為喬傑特（Georgette）。
8月1日凌晨3時，國家颶風中心將其降格為熱帶低氣壓。
8月4日凌晨3時，國家颶風中心將其降格為後熱帶氣旋。

### 颶風霍華德（Howard）
8月5日，一個低壓在墨西哥南部近海形成，美國海軍研究實驗室給予擾動編號99E。
8月6日晚間午10時，國家颶風中心將其升格為熱帶低氣壓，給予熱帶氣旋編號09E。
8月8日凌晨3時，國家颶風中心將其升格為熱帶風暴，並命名為霍華德（Howard）。
8月9日凌晨3時，國家颶風中心將其升格為一級颶風。
8月10日上午9時，國家颶風中心將其降格為熱帶風暴。
8月11日上午10時，國家颶風中心將其降格為後熱帶氣旋。

### 熱帶風暴伊維特（Ivette）
8月11日，一個低壓在墨西哥西南部近海形成，美國海軍研究實驗室給予擾動編號90E。
8月14日凌晨3時，國家颶風中心將其升格為熱帶低氣壓，給予熱帶氣旋編號10E。
8月16日凌晨3時，國家颶風中心將其升格為熱帶風暴，並命名為伊維特（Ivette）。上午9時，國家颶風中心將其降格為熱帶低氣壓。
8月17日上午9時，國家颶風中心將其降格為後熱帶氣旋。

### 熱帶風暴哈維爾（Javier）
8月31日，一個低壓在墨西哥曼薩尼約東南方形成，美國海軍研究實驗室給予擾動編號92E。
9月2日凌晨3時，國家颶風中心將其升格為熱帶低氣壓，給予熱帶氣旋編號11E。下午2時，國家颶風中心將其升格為熱帶風暴，並命名為哈維爾（Javier）。
9月4日下午3時，國家颶風中心將其降格為殘餘低氣壓。

### 颶風凱（Kay）
該颶風起源于危地马拉附近，一度在下加利福尼亞半島海岸登陆。颶風凱造成的损失总计360万美元，并造成3人死亡。
9月2日，一個低壓在墨西哥南部海岸以南形成，美國海軍研究實驗室給予擾動編號93E。
9月4日晚間9時，國家颶風中心將其升格為熱帶低氣壓，給予熱帶氣旋編號12E。
9月5日凌晨3時，國家颶風中心將其升格為熱帶風暴，並命名為凱（Kay）。
9月6日凌晨3時，國家颶風中心將其升格為一級颶風。
9月7日下午3時，國家颶風中心將其升格為二級颶風。
9月8日上午9時，國家颶風中心將其降格為一級颶風。
9月9日凌晨3時，國家颶風中心將其降格為熱帶風暴。
9月10日上午9時，國家颶風中心將其降格為後熱帶氣旋。

### 熱帶風暴萊斯特（Lester）
9月15日，一個低氣壓在墨西哥南部海岸生成，美國海軍研究實驗室給予擾動編號95E。
9月16日凌晨3時，國家颶風中心將其升格為熱帶低氣壓，給予熱帶氣旋編號13E。
下午3時，國家颶風中心將其升格為熱帶風暴，並命名為萊斯特（Lester）。
9月18日凌晨3時，國家颶風中心將其降格為殘餘低氣壓。

### 熱帶風暴瑪德琳（Madeline）
9月12日，一個低氣壓在墨西哥曼薩尼約生成，美國海軍研究實驗室給予擾動編號94E。
9月18日凌晨3時，國家颶風中心將其直接升格為熱帶風暴，並命名為瑪德琳（Madeline）。
9月20日晚間9時，國家颶風中心將其降格為熱帶低氣壓。
9月21日凌晨3時，國家颶風中心將其降格為後熱帶氣旋。

### 熱帶風暴牛頓（Newton）
9月15日，一個低氣壓在墨西哥西南部海岸附近生成，美國海軍研究實驗室給予擾動編號96E。
9月22日凌晨3時，國家颶風中心將其升格為熱帶低氣壓，給予熱帶氣旋編號15E。上午9時，國家颶風中心將其升格為熱帶風暴，並命名為牛頓（Newton）。
9月25日凌晨3時，國家颶風中心將其降格為熱帶低氣壓。
9月26日凌晨3時，國家颶風中心將其降格為後熱帶氣旋。

### 颶風奧琳（Orlene）
9月27日，一個低氣壓在墨西哥南部海岸以南生成，美國海軍研究實驗室給予擾動編號97E。
9月29日上午9時，國家颶風中心將其升格為熱帶低氣壓，給予熱帶氣旋編號16E。下午2時，國家颶風中心將其升格為熱帶風暴，並命名為奧琳（Orlene）。
10月1日晚間11時，國家颶風中心將其升格為一級颶風。
10月2日上午8時，國家颶風中心將其升格為二級颶風。下午2時，國家颶風中心將其升格為三級颶風。下午5時，國家颶風中心將其升格為四級颶風。晚間11時，國家颶風中心將其降格為三級颶風。
10月3日上午11時，國家颶風中心將其降格為二級颶風。晚間10時，國家颶風中心將其降格為一級颶風。
10月4日凌晨3時，國家颶風中心將其降格為熱帶低氣壓。上午11時，國家颶風中心將其降格為殘餘低氣壓。

### 熱帶風暴佩恩（Paine）
10月2日，一個低氣壓在下加利福尼亞半島西南方生成，美國海軍研究實驗室給予擾動編號98E。
10月4日凌晨3時，國家颶風中心將其直接升格為熱帶風暴，並命名為佩恩（Paine）。
10月5日晚間9時，國家颶風中心將其降格為熱帶低氣壓。
10月6日凌晨3時，國家颶風中心將其降格為後熱帶氣旋

### 熱帶風暴朱莉婭（Julia）
10月10日凌晨2時，國家颶風中心判定原位於北大西洋的熱帶風暴茱莉亞（Julia）已進入東北太平洋，因此將其重新編號為18E。晚間11時，國家颶風中心將其降格為熱帶低氣壓。
10月11日凌晨3時，國家颶風中心將其降格為殘餘低氣壓。

### 颶風羅斯林（Roslyn）
10月18日，一個低壓在墨西哥南部近海形成，美國海軍研究實驗室給予擾動編號90E。
10月20日上午9時，國家颶風中心將其升格為熱帶低氣壓，給予熱帶氣旋編號19E。晚間9時，國家颶風中心將其升格為熱帶風暴，並命名為羅斯林（Roslyn）。
10月22日上午9時，國家颶風中心將其升格為一級颶風。下午3時，國家颶風中心將其升格為三級颶風。晚間11時，國家颶風中心將其升格為四級颶風。
10月23日下午3時，國家颶風中心將其降格為三級颶風。晚間10時，國家颶風中心將其降格為一級颶風。
10月24日凌晨3時，國家颶風中心將其降格為熱帶低氣壓。

## 風暴名稱

### 東太平洋
下面的名字將被用於於2022年在東北太平洋形成而又被命名的風暴。如果有退役名稱的話，將由世界氣象組織在2023年春天宣布。在這個名單中未退役的名字將在2028年的風季中再次使用。黑色體字表示今年已經使用過，黑色粗體名稱則表示該風暴活躍中，未使用之名字則以灰色字體表示。
| - Agatha - Blas - Celia - Darby - Estelle - Frank - Georgette - Howard | - Ivette - Javier - Kay - Lester - Madeline - Newton - Orlene - Paine | - Roslyn - Seymour（未用） - Tina（未用） - Virgil（未用） - Winifred（未用） - Xavier（未用） - Yolanda（未用） - Zeke（未用） |

### 中太平洋
下列名稱將用於2022年在中太平洋形成的風暴。
| - Hone（未用） | - Iona（未用） | - Keli（未用） | - Lala（未用） |

註：
- 本風季第5個及第18個被命名的熱帶氣旋（邦妮、朱莉婭）是由大西洋進入東北太平洋的熱帶氣旋。進入本洋面後仍繼續沿用大西洋的名稱（Bonnie、Julia）。

## 颶風季影響
以下圖表顯示了2022年太平洋颶風季的所有熱帶氣旋以及它們的登陸資料(如有)。在括號內的死亡人數屬於非直接，但仍與風暴有關的死亡。所有破壞及死亡數字都包括風暴在擾動及溫帶氣旋階段時的資料。
| 萨菲尔-辛普森飓风风力等级 |    |    |    |    |    |    |
| TD                        | TS | C1 | C2 | C3 | C4 | C5 |

| 阿加莎   | 5月28日－6月1日    | 二级飓风 | 110 (175) | 964  | 墨西哥南部                                             | 未知 | 9  | [ 3 ] |
| 布拉斯   | 6月14日－6月21日   | 一级飓风 | 85 (140)  | 980  | 墨西哥西南部、雷維利亞希赫多群島                       | 未知 | 4  | [ 4 ] |
| 西莉亞   | 6月17日－6月29日   | 热带风暴 | 65 (100)  | 993  | 薩爾瓦多、瓜地馬拉、雷維利亞希赫多群島、墨西哥南部     | 未知 | 1  | [ 5 ] |
| 邦妮     | 7月2日－7月10日    | 三级飓风 | 115 (185) | 964  | 尼加拉瓜、哥斯達黎加、墨西哥西南部、雷維利亞希赫多群島 | 未知 | 1  |       |
| 達比     | 7月10日－7月17日   | 四级飓风 | 140 (220) | 954  | 夏威夷                                                 | 未知 | 0  |       |
| 埃斯特爾 | 7月15日－7月22日   | 一级飓风 | 85 (140)  | 984  | 墨西哥西南部、雷維利亞希赫多群島                       | 未知 | 0  |       |
| 弗蘭克   | 7月26日－8月3日    | 一级飓风 | 90 (150)  | 975  | 無                                                     | 無   | 0  |       |
| 喬傑特   | 7月27日－8月4日    | 热带风暴 | 60 (95)   | 997  | 無                                                     | 無   | 0  |       |
| 霍華德   | 8月6日－8月11日    | 一级飓风 | 85 (140)  | 983  | 雷維利亞希赫多群島                                     | 無   | 0  |       |
| 伊維特   | 8月14日－8月17日   | 热带风暴 | 40 (65)   | 1005 | 雷維利亞希赫多群島                                     | 無   | 0  |       |
| 哈維爾   | 9月2日－9月4日     | 热带风暴 | 50 (85)   | 999  | 雷維利亞希赫多群島、南下加利福尼亞州                   | 未知 | 0  |       |
| 凱       | 9月4日－9月10日    | 二级飓风 | 105(165)  | 967  | 南下加利福尼亞州、加利福尼亞州                         | 無   | 3  |       |
| 萊斯特   | 9月16日－9月18日   | 热带风暴 | 40(65)    | 1005 | 墨西哥南部                                             | 無   | 0  |       |
| 瑪德琳   | 9月18日－9月21日   | 热带风暴 | 65(100)   | 992  | 無                                                     | 無   | 0  |       |
| 牛頓     | 9月22日－9月26日   | 热带风暴 | 65(100)   | 999  | 索科羅島                                               | 無   | 0  |       |
| 奧琳     | 9月29日－10月4日   | 四级飓风 | 130(215)  | 949  | 瑪麗亞馬德雷島、墨西哥西南部                           | 無   | 0  |       |
| 潘恩     | 10月4日－10月6日   | 热带风暴 | 45(75)    | 1004 | 無                                                     | 無   | 0  |       |
| 茱莉亞   | 10月10日－10月11日 | 热带风暴 | 50(85)    | 998  | 無                                                     | 無   | 0  |       |
| 羅斯林   | 10月20日－10月24日 | 四级飓风 | 130(215)  | 950  | 墨西哥中西部                                           | 無   | 0  |       |
| 季节总结 |                    |          |           |      |                                                        |      |    |       |
| 19个气旋 | 5月28日-10月24日   |          | 140 (220) | 949  |                                                        |      | 15 |       |

## 內部連結
- 2022年太平洋颱風季
- 2022年北印度洋氣旋季
- 2022年大西洋颶風季
- 2021－2022年西南印度洋熱帶氣旋季
- 2021－2022年澳洲地區熱帶氣旋季
- 2021－2022年南太平洋熱帶氣旋季
- 2022－2023年西南印度洋熱帶氣旋季
- 2022－2023年澳洲地區熱帶氣旋季
- 2022－2023年南太平洋熱帶氣旋季

## 外部連結
- 美國國家颶風中心（页面存档备份，存于）
- 美國中太平洋颶風中心（页面存档备份，存于）
- 美國海軍實驗室（页面存档备份，存于）
- ACE（页面存档备份，存于）